# Ziomaki (Węgrów)
Pour les articles homonymes, voir Ziomaki.
Ziomaki  (prononciation : [ʑɔˈmaki]) est un village polonais, situé dans la gmina de Grębków de la Powiat de Węgrów et dans la voïvodie de Mazovie dans le centre-est de la Pologne.

## Histoire
De 1975 à 1998, le village appartenait à la voïvodie de Siedlce.